# Dyrck Schneidenbach
Dyrck Schneidenbach (* 1964 in Schlema) ist ein deutscher Ingenieur und Politiker (CDU).

## Leben und Beruf
Nach dem Besuch der allgemeinbildenden Oberschule absolvierte Schneidenbach von 1980 bis 1982 eine Berufsausbildung. Er bildete sich von 1982 bis 1984 an der Volkshochschule fort, bestand dort das Abitur und leistete anschließend Grundwehrdienst bei der NVA. Von 1986 bis 1990 absolvierte er ein Studium an der Hochschule für Bauwesen (HfB) in Cottbus, das er mit dem Examen als Diplom-Ingenieur abschloss. Danach war er bis November 1990 als Mitarbeiter im Dezernat für Umwelt/Stadtwirtschaft der Stadtverwaltung Cottbus tätig.

## Politik
Schneidenbach trat im Oktober 1984 in die Ost-CDU ein und wurde 1990 Mitglied der gesamtdeutschen Christdemokraten. Er war von 1990 bis 1994 Abgeordneter des Brandenburger Landtages und dort Mitglied des Ausschusses für Landesentwicklung und Umweltschutz. Im Parlament vertrat er den Wahlkreis Cottbus II.